# Patrick Hansen
Patrick Hansen (ur. 28 października 1998 w Kalundborgu) – duński żużlowiec. 

## Życiorys
Czterokrotny medalista drużynowych mistrzostw świata juniorów: srebrny (Outrup 2018) oraz trzykrotnie brązowy (Norrköping 2016, Rybnik 2017, Manchester 2019). Dwukrotny medalista drużynowych mistrzostw Europy juniorów: złoty (Dyneburg 2018) oraz brązowy (Pilzno 2015). 
Czterokrotny finalista indywidualnych mistrzostw świata juniorów (2016 – VI miejsce, 2017 – XIII miejsce, 2018 – VII miejsce, 2019 – XI miejsce).

## Przynależność klubowa
Polska
- Motor Lublin (2017)
  - TS Kolejarz Opole (2017, wyp.)
- KSM Krosno (2018)
- Wilki Krosno (2019)
- RzTŻ Rzeszów (2020)
- TŻ Ostrovia (2021)
- Stal Gorzów Wielkopolski (2022)
- ROW Rybnik (2023)
- Orzeł Łódź (2025)